# هوشی مونوگاتاری
کتاب یادداشت‌های هوشنگ راستی از سال‌ها اقامت در کشور ژاپن با نام «هوشی مونوگاتاری» با سه یادداشت از پرویز دوایی، عباس یاری و هوشنگ گلمکانی توسط نشر سه سه‌تار در سال ۱۴۰۱ چاپ و منتشر شده است.
او در این کتاب، مشاهدات شخصی خود از فرهنگ ژاپنی و مقایسه آن با فرهنگ ایرانی و آمریکایی را به رشته تحریر درآورده است.
کتاب شامل ۱۸ مقاله است که پیش از این در شماره‌های مختلف مجله فیلم منتشر شده بودند.

## بخشی از کتاب
در فرهنگ ژاپن آدم‌ها در مرتبه‌ اجتماعی به سه بخش تقسیم‌ شده‌اند. بخش اول کسانی که از لحاظ مقام اجتماعی بالاتر از شما هستند و شما باید نهایت احترام را برای آنها قائل شوید. دوم اعضای خانواده‌اند که فرمول خاصی ندارد و همه در یک ردیف حساب می‌شوند (البته در قدیم یعنی دوران قبل از جنگ برعکس امروز جایگاه پدر خانواده خیلی بالا بود) و سوم افراد غریبه یا Tannin است که شخص ژاپنی هیچ‌گونه مسئولیتی نسبت به آنها احساس نمی‌کند. برای همین است که مثلاً در قطار به شما تنه می‌زنند یا پای شما را له می‌کنند و زحمت معذرت‌خواهی به خودشان نمی‌دهند؛ چون جامعه مسئولیتی در مقابل افراد غریبه برای آنها قائل نشده، برعکس آمریکا و اروپا که به‌اصطلاح «اتیکت اجتماعی» را محترم می‌شمارند اما اگر به‌عنوان رئیس یا ارباب‌رجوع یا مشتری با همان شخص روبه‌رو شوید اوضاع کاملاً فرق می‌کند. 